# Labangan
Labangan (Bayan ng Labangan) är en kommun i Filippinerna. Kommunen ligger på ön Mindanao, och tillhör provinsen Zamboanga del Sur. Folkmängden uppgår till 34 530 invånare.

## Barangayer
Labangan är indelat i 25 barangayer.
| - Bagalupa - Balimbingan (West Luya) - Binayan - Bokong - Bulanit - Cogonan - Combo - Dalapang - Dimasangca - Dipaya - Langapod - Lantian - Lower Campo Islam (Pob.) | - Lower Pulacan - Lower Sang-an - New Labangan - Noboran - Old Labangan - San Isidro - Santa Cruz - Tapodoc - Tawagan Norte - Upper Campo Islam (Pob.) - Upper Pulacan - Upper Sang-an |